# Schlesinger Ignác
Schlesinger Ignác (Pozsony, 1810. március 9. – Pest, 1849. augusztus 22.) magyar orvos.

## Élete
Pozsonyi zsidó kereskedő fiaként született. 1816-tól Pesten tanult. Felsőfokú tanulmányai első három évét 1828-tól a Pesti Egyetemen töltötte, majd a Bécsi Egyetemen szerzett orvosdoktori oklevelet Franz Xaver von Hildenbrand (1789–1849) professzornál, 1832-ben. Rövid ideig a bécsi általános kórházban nőgyógyászként működött. 1833-ban Kőszegen az izraelita hitközség kórházának főorvosává nevezték ki. 1835-ben Pestre költözött, és egy izraelita hitközség felépítésén fáradozott. 1842-ben a közreműködésével megalakult zsidó általános területi szövetség titkára lett. 1843-ban megalapította a pesti zsidó kulturális egyesületet. 1848-ban az itteni izraelita hitközség elnökévé választották. A Budapesti Királyi Orvosegyletnek alapító tagja, a párizsi német orvosegyletnek pedig levelező tagja volt. Az 1848–49-es forradalom és szabadságharc alatt egy járványkórházban dolgozott, ahol röviddel az összeomlás után tüdőgümőkórban hunyt el.
Cikkei a korabeli orvosi szaklapokban jelentek meg.

## Művei
- Dissertatio… (Viennae, 1832)
- A sósavas ónany (murias stanni) belső használatáról, Orvosi Tár. 1838. 5. sz.[3]
- Medizinische Topographie der Königl. Freistädte Pesth und Ofen-Pest (Pest és Buda-Pest szabad királyi városok gyógyhelyei), 1840
- Járulék az orbánczos bajok méltánylásáról, 1842
- Átnézete (boncolása) az utolsó 16 év alatt Pesten a Dunába holtaknak, 1843
- Némely önállóknak tekintett betegségek rokonságáról, 1844. Stb.